# Jan Antoni Rostworowski
Jan Antoni Rostworowski, Antoni Jan Rostworowski herbu Nałęcz (ur. ok. 1704, zm. 21 lutego 1775 w Lesznowoli) – kasztelan zakroczymski, starosta czerski.

## Życiorys
Syn kasztelana wiskiego Rostworowskiego i podkomorzanki łomżyńskiej Salomei ze Zbierzchowskich. Ożenił się z Konstancją Lanckorońską, siostrzenicą kanclerza wielkiego koronnego Andrzeja Stanisława Załuskiego i biskupa kijowskiego Józefa Andrzeja Załuskiego. Miał z nią sześcioro dzieci:
- Mariannę, żonę chorążego sandomierskiego Leona Kochanowskiego
- Andrzeja
- Ignacego
- Salomeę, żonę wojewodzica sandomierskiego Józefa Jakuba Sołtyka
- Franciszka Ksawerego
- Annę, żonę stolnika sandomierskiego Jana Kantego Sołtyka, matkę Karola

W r. 1764 wystąpił z wnioskiem, aby nowy król Polski był "Polakiem z ojca i matki". Był konsyliarzem konfederacji generalnej 1764 roku. Poparł Stanisława Antoniego Poniatowskiego, później jednak miał wspierać działania konfederacji barskiej, w której uczestniczyło wielu członków jego rodziny.
Został pochowany w Prażmowie.